# Trichopterna macrophthalma
Trichopterna macrophthalma là một loài nhện trong họ Linyphiidae.
Loài này thuộc chi Trichopterna. Trichopterna macrophthalma được J. Denis miêu tả năm 1962.